# Дом с нормальными явлениями
«Дом с нормальными явлениями» — дебютный студийный альбом казахстанского рэпера Адиля «Скриптонита» Жалелова, изданный 24 ноября 2015 года на российском лейбле Gazgolder.

## Описание
Заголовок альбома, возможно, является аллюзией на название фильма «Дом с паранормальными явлениями». В альбоме чувствуется влияние объединения Top Dawg Entertainment из Лос-Анджелеса и американского рэпера Трэвиса Скотта. После выхода «Дом…» занял вторую строчку в альбомном чарте iTunes, обогнав альбом «Горгород» российского рэпера Oxxxymiron и уступив новому альбому британской певицы Адель. Обозреватель издания Газета.Ru Ярослав Забалуев отметил, что «за час с небольшим Жалелов предлагает не просто концептуальную, атмосферную работу, но и изрядное жанровое разнообразие — от трэпа и нью-йоркского хип-хопа до почти что госпела».

## Отзывы и критика
«Дом с нормальными явлениями» стал одним из самых удачных российских рэп-альбомов 2015 года. «Дом…» попал в список «20 лучших альбомов 2015 года» по версии издания Газета.Ru и удостоился 6-го места в списке «30 лучших альбомов года» по версии издания «Афиша». Альбом занял 1-е места в списке лучших русскоязычных альбомов года по версии сайтов Rap.ru и The Flow. В марте 2017 года интернет-портал «The Flow» совместно с партнёром «re:Store» назвали альбом одним из двадцати наиболее важных для жанра, вышедших в 2010-е годы.
Видеоклип к песне «Стиль» занял 5-е место в списке «Лучших русских клипов 2015 года» по версии сайта Rap.ru, а сама песня заняла 15-е место в списке «50 лучших треков 2015 года» по версии сайта The Flow. В том же топе песня «Танцуй сама» заняла 3-е место. Издание «Афиша» включило видеоклип на песню «Притон» в список «100 великих клипов 2015 года».
Журналист Александр Горбачёв (бывш. главред «Афиши») назвал «Дом…» «абсолютно жанроопределяющей пластинкой», в которой «рэп понимается как универсальная рамка, вмещающая в себя примерно всю остальную поп-музыку». По словам музыкального журналиста Артёма Макарского, Скриптонит в своём альбоме «выбирает максимально простые слова, сам делает музыку и не боится использовать гитару — ощущение, будто смотришь кино, а не слушаешь альбом».

Харизматичная угрюмая подача, оригинальный речитатив, иногда замедляющийся до темпа Эйсэпа Ферга («Сука тащит нас на дно»), богатый инструментал — «Дом с нормальными явлениями» кажется тщательно переведенным альбомом серьезного американского рэпера.— Rolling Stone Russia

## Список композиций
| №                   | Название                                       | Длительность |
| ------------------- | ---------------------------------------------- | ------------ |
| 1.                  | «Интро»                                        | 1:18         |
| 2.                  | «Дома»                                         | 3:32         |
| 3.                  | «Оставь это нам»                               | 1:40         |
| 4.                  | «Вниз»                                         | 3:44         |
| 5.                  | «Коньяк»                                       | 2:21         |
| 6.                  | «Океан»                                        | 3:37         |
| 7.                  | «Притон»                                       | 3:55         |
| 8.                  | «Танцуй сама»                                  | 4:36         |
| 9.                  | «На должном»                                   | 3:24         |
| 10.                 | «Сука тащит нас на дно» (при уч. 104 и Truwer) | 6:50         |
| 11.                 | «Сны»                                          | 4:00         |
| 12.                 | «100 поцелуев»                                 | 2:35         |
| 13.                 | «Бумажки» (при уч. 104)                        | 5:22         |
| 14.                 | «Лям»                                          | 4:36         |
| 15.                 | «Стиль» (другая версия, при уч. ATL)           | 6:47         |
| 16.                 | «Я не улыбаюсь» (при уч. 104)                  | 4:40         |
| 17.                 | «Вечеринка»                                    | 6:03         |
| 18.                 | «Это любовь»                                   | 4:39         |
| Общая длительность: | Общая длительность:                            | 73:48        |